# Ordine di Terranova e Labrador
L'Ordine di Terranova e Labrador è un'onorificenza della provincia di Terranova e Labrador, in Canada.

## Storia
L'Ordine è stato fondato il 24 maggio 2001, quando il luogotenente governatore Arthur Maxwell House ha concesso l'assenso reale all'Order of Newfoundland and Labrador Act. L'ordine è amministrato da un consiglio e ha lo scopo di onorare gli attuali o ex residenti di Terranova e Labrador per cospicui risultati in ogni campo, essendo così descritto come il più alto onore tra tutti quelli conferiti dalla monarchia di Terranova e Labrador.

## Classi
L'Ordine dispone dell'unica classe di membro.

## Struttura e assegnazione
L'Ordine è destinato a onorare tutti gli attuali o ex residenti di lunga data di Terranova e Labrador che abbiano dimostrato un alto livello di eccellenza individuale e risultati in qualsiasi campo, avendo "dimostrato l'eccellenza e la realizzazione in qualsiasi campo di attività beneficiando in un modo eccezionale Terranova e Labrador e i suoi abitanti". Non ci sono limiti su quanti possano appartenere all'ordine, sebbene ogni anno possano essere nominati al massimo otto membri. La cittadinanza canadese è un requisito e coloro che sono eletti o nominati membri di un ente governativo non sono eleggibili finché restano in carica.
Il processo di ricerca di individui qualificati inizia con la presentazione da parte del pubblico al segretario dell'Ordine e al Consiglio consultivo, che è composto dal direttore del Consiglio esecutivo e da sei persone nominate dal luogotenente governatore: due membri del consiglio dell'Ordine di Terranova e Labrador e altri quattro individui. Questo comitato si riunisce quindi almeno una volta all'anno per formulare le raccomandazioni selezionate al Consiglio esecutivo e collabora con tale organo per limitare i potenziali nominati a una lista che viene presentata al luogotenente governatore. Le nomine postume non sono accettate, anche se un individuo che muoia dopo che il suo nome è stato presentato al Consiglio consultivo può ancora essere nominato retroattivamente membro dell'Ordine. Inoltre, chiunque non soddisfi i requisiti per l'ammissione può essere investito come membro onorario. Il luogotenente governatore, membro ex officio e cancelliere dell'Ordine, quindi fa tutte le nomine nell'unico grado di appartenenza alla fratellanza con un Order in Council che porta la sua firma e il gran sigillo della provincia. Successivamente, i nuovi membri hanno il diritto di utilizzare il post-nominale ONL.
All'ingresso nell'Ordine di Terranova e Labrador, di solito con una cerimonia presso la Government House di Saint John's, ai nuovi membri vengono consegnate le insegne dell'ordine.

## Insegne
- Il distintivo principale è costituito da una medaglia d'oro a forma stilizzata di Sarracenia purpurea (pianta carnivora viola) - il fiore ufficiale della provincia - con il dritto smaltato di verde con bordo oro e recante al centro lo stemma di Terranova e Labrador, il tutto sormontato da una corona di sant'Edoardo che simboleggia il ruolo del monarca canadese come fons honorum.[14] Gli uomini indossano il distintivo sospeso da un nastro al colletto, mentre le donne portano il loro su un fiocco sul petto a sinistra. I membri ricevono anche una spilla che può essere indossata durante le occasioni meno formali.[5]
- Il nastro è bianco con bordi verdi e all'interno sono presenti due sottili strisce verde chiaro e una striscia blu.